# Berlin-Friedrichshagen

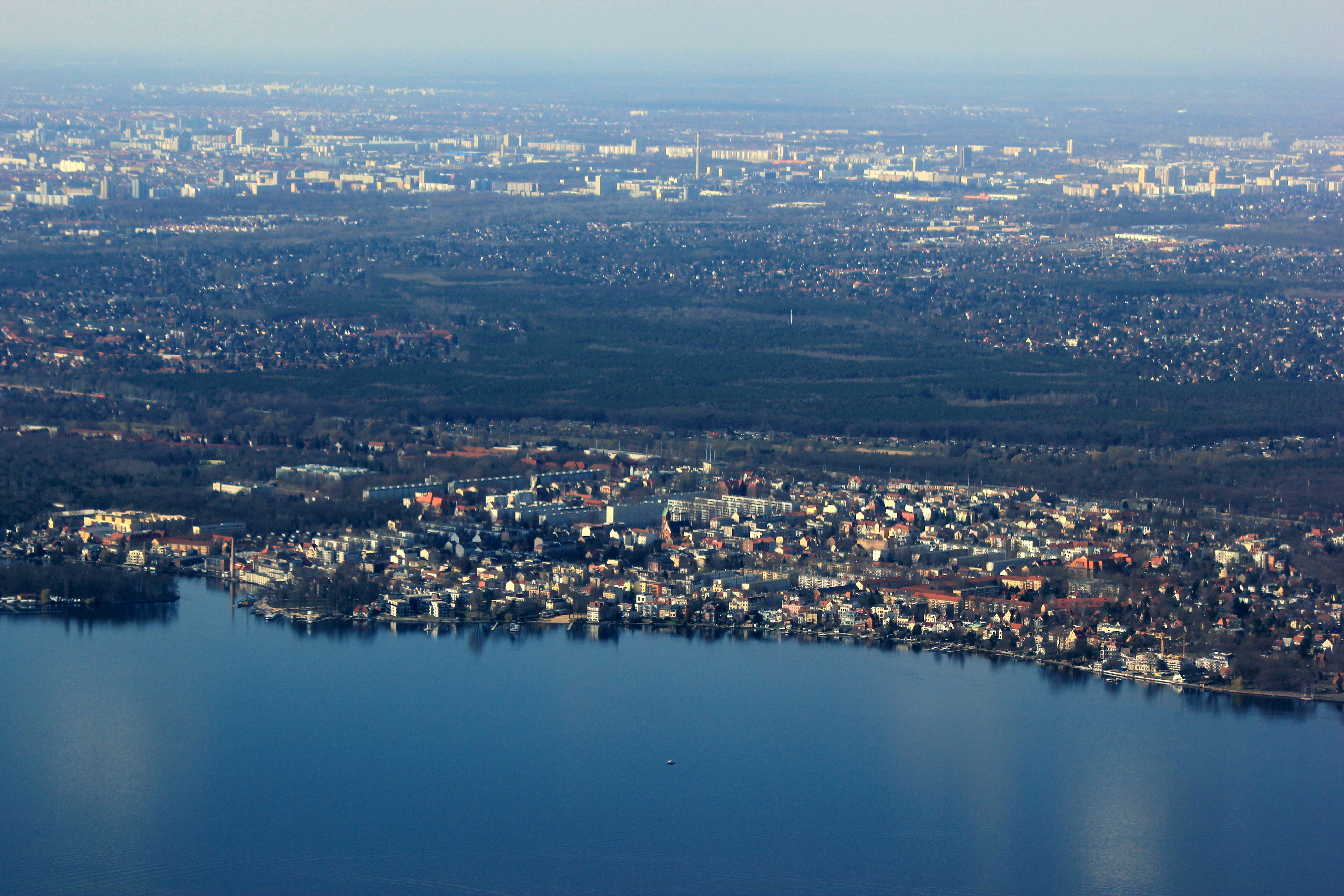
Luftbild von Friedrichshagen am Müggelsee

Friedrichshagen ist ein Ortsteil im Berliner Bezirk Treptow-Köpenick, am Nordufer des Müggelsees gelegen.

## Ortsbeschreibung
Mittelpunkt von Friedrichshagen ist die Bölschestraße, die zwei Jahrhunderte Baugeschichte repräsentiert. Die für ihre Einkaufsmöglichkeiten und vielfältige Gastronomie bekannte Straße konnte durch Sanierungsmaßnahmen ihren Charakter als Lebensader und Flaniermeile erhalten.

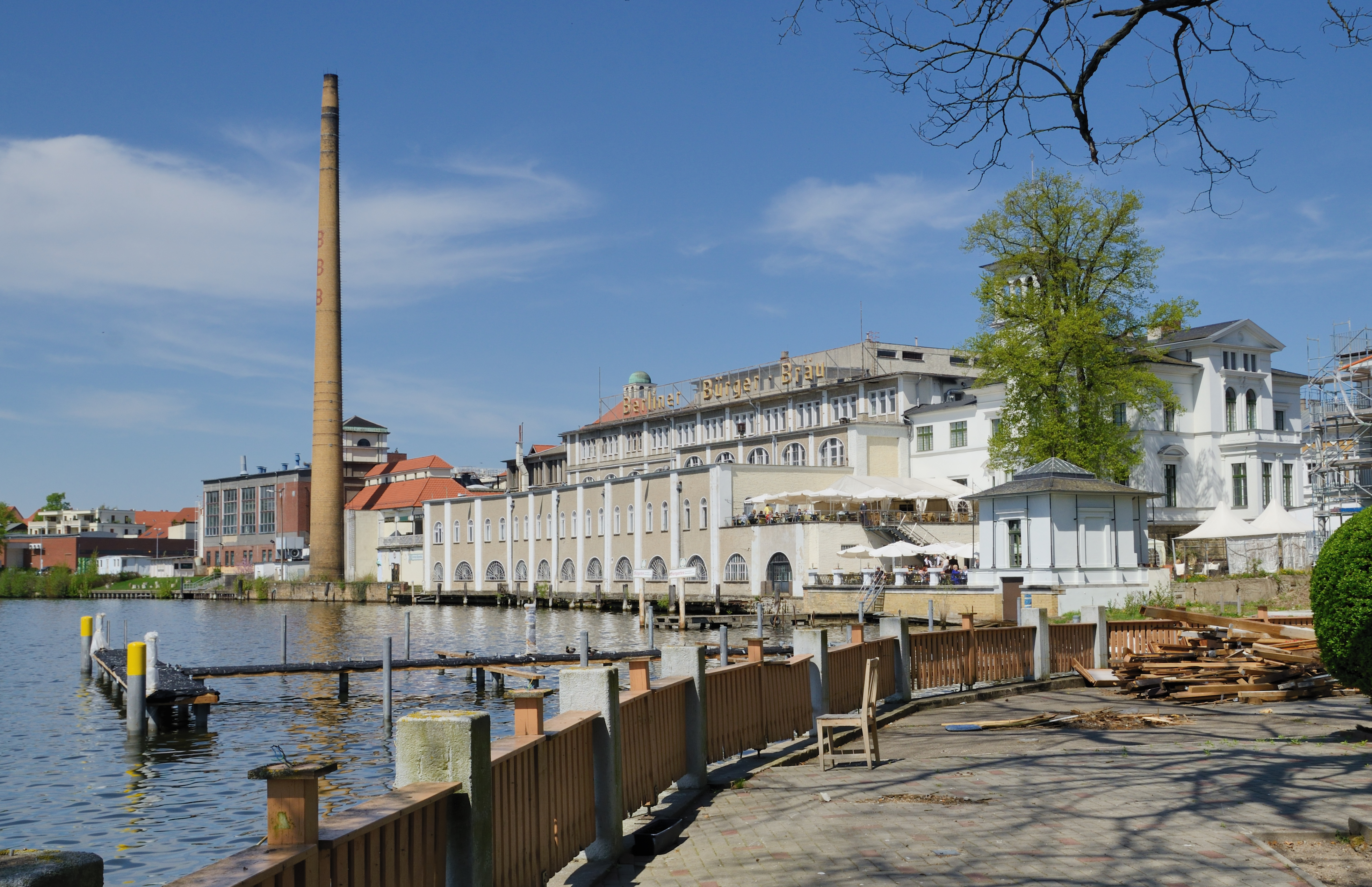
Berliner Bürgerbräu

An der Einmündung der Bölschestraße zum Müggelseedamm – ganz in der Nähe des Spreetunnels – befand sich das Betriebsgelände der Brauerei Berliner Bürgerbräu. Bis zu ihrer Schließung 2010 war sie die letzte private und älteste Brauerei Berlins. Teile des Industriebaus der Privatbrauerei sind unter Denkmalschutz gestellt worden.
In Richtung Rahnsdorf befindet sich beidseitig des Müggelseedamms das Wasserwerk Friedrichshagen. Das Alte Wasserwerk Friedrichshagen ist Endstation der Straßenbahnlinie 60 aus Johannisthal.
Die Straßenbahnlinie 88 ist eine Überlandstraßenbahn, die vom S-Bahnhof Friedrichshagen über Schöneiche nach Alt-Rüdersdorf führt.

## Geschichte

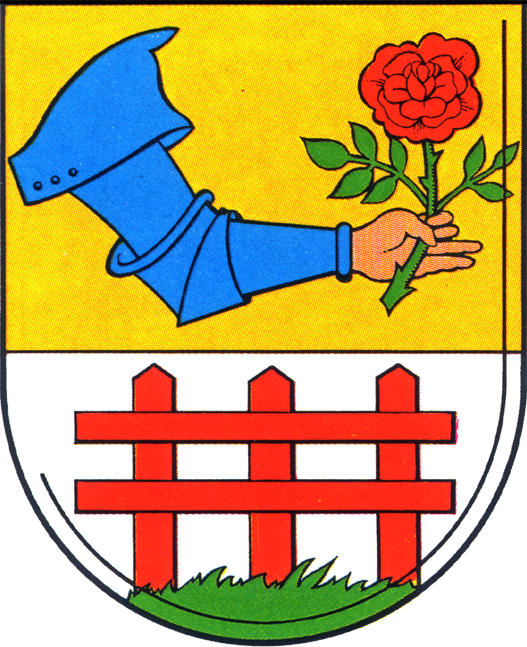
Wappen der ehemaligen Landgemeinde Friedrichshagen

Friedrichshagen wurde als Kolonistendorf Friedrichshagen am 29. Mai 1753 im Auftrag von Friedrich II. gegründet. Vornehmlich wurden dort Baumwollspinner aus Böhmen und Schlesien angesiedelt, die in einfachen Lehmfachwerkhäusern lebten. Sie betrieben Baumwollspinnerei in Heimarbeit und verdienten sich in den Wintermonaten ihren Lebensunterhalt durch Besenbinderei. Um durch den Verkauf von süßen Maulbeeren einen Zusatzverdienst zu erlangen, pflanzten die Friedrichshagener mehrere hundert Maulbeerbäume an. Eine Seidenraupenzucht ist nicht dokumentiert.
Inmitten der Siedlung errichteten die Einwohner des Ortes einen Betsaal mit Schulstube und Lehrerwohnung. Erst um 1800 bekamen sie ein eigenes Gotteshaus, das aber nur ein schlichter Saalbau war, dem 1848 ein Glockentürmchen hinzugefügt wurde.
Im Jahr 1842 wurde die Haltestelle Friedrichshagen auf der Strecke der Niederschlesisch-Märkischen Eisenbahn von Berlin in Richtung Frankfurt (Oder) eröffnet. Durch diese günstige Verkehrsanbindung entwickelte sich Friedrichshagen im 19. Jahrhundert zu einem Villenvorort und beliebten Ausflugsziel für „Sommerfrischler“, die besonders die landschaftlichen Reize des Müggelsees genossen. Friedrichshagen wurde 1878 eine eigenständige Landgemeinde und erhielt um 1880 den Titel „Klimatischer Luftkurort“. Es entstanden zwei Badestellen am Müggelsee, der Kurpark sowie Biergärten, Cafés und Hotels.

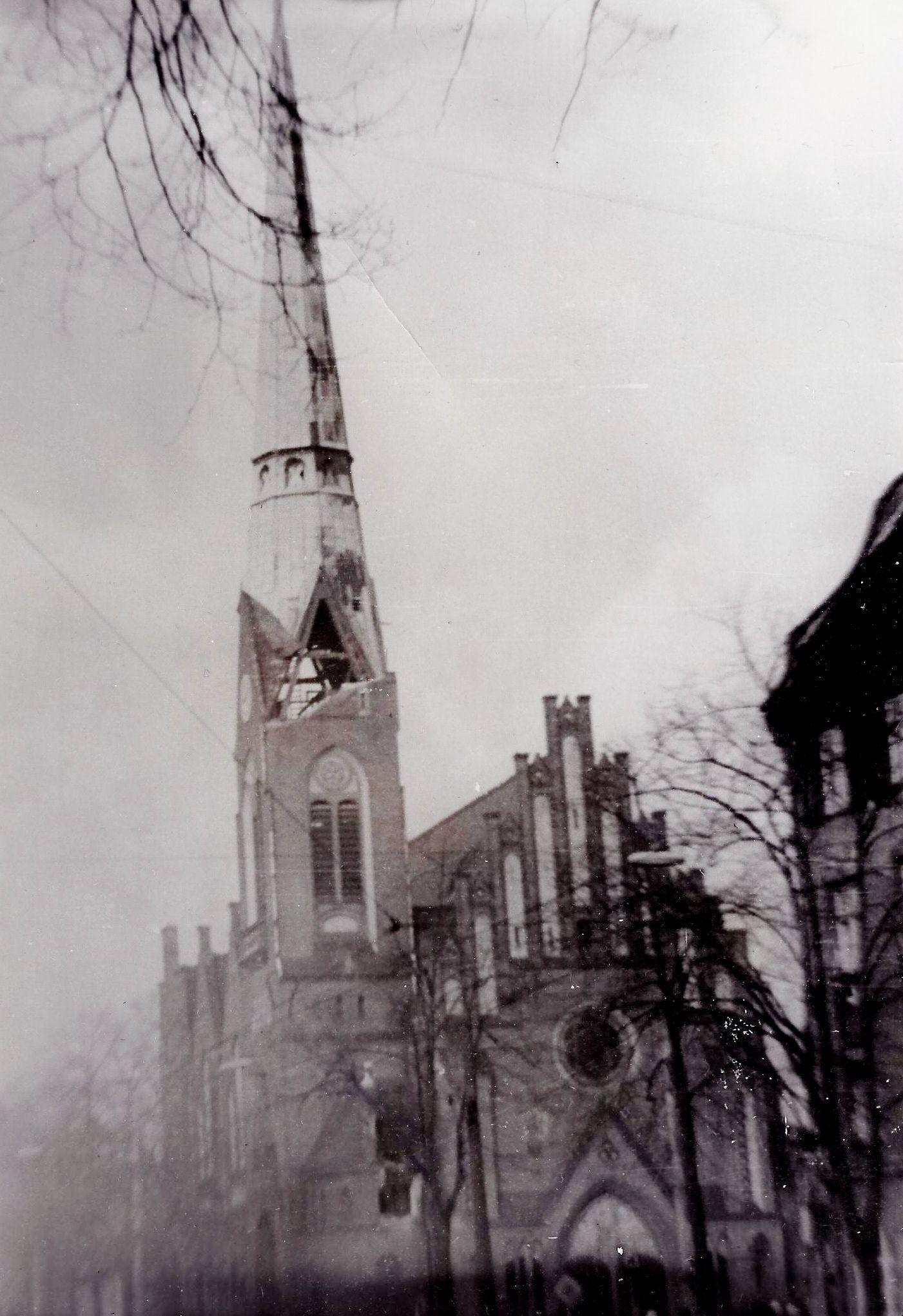
Beschädigte Christophoruskirche nach dem Orkan Quimburga vom 13. November 1972

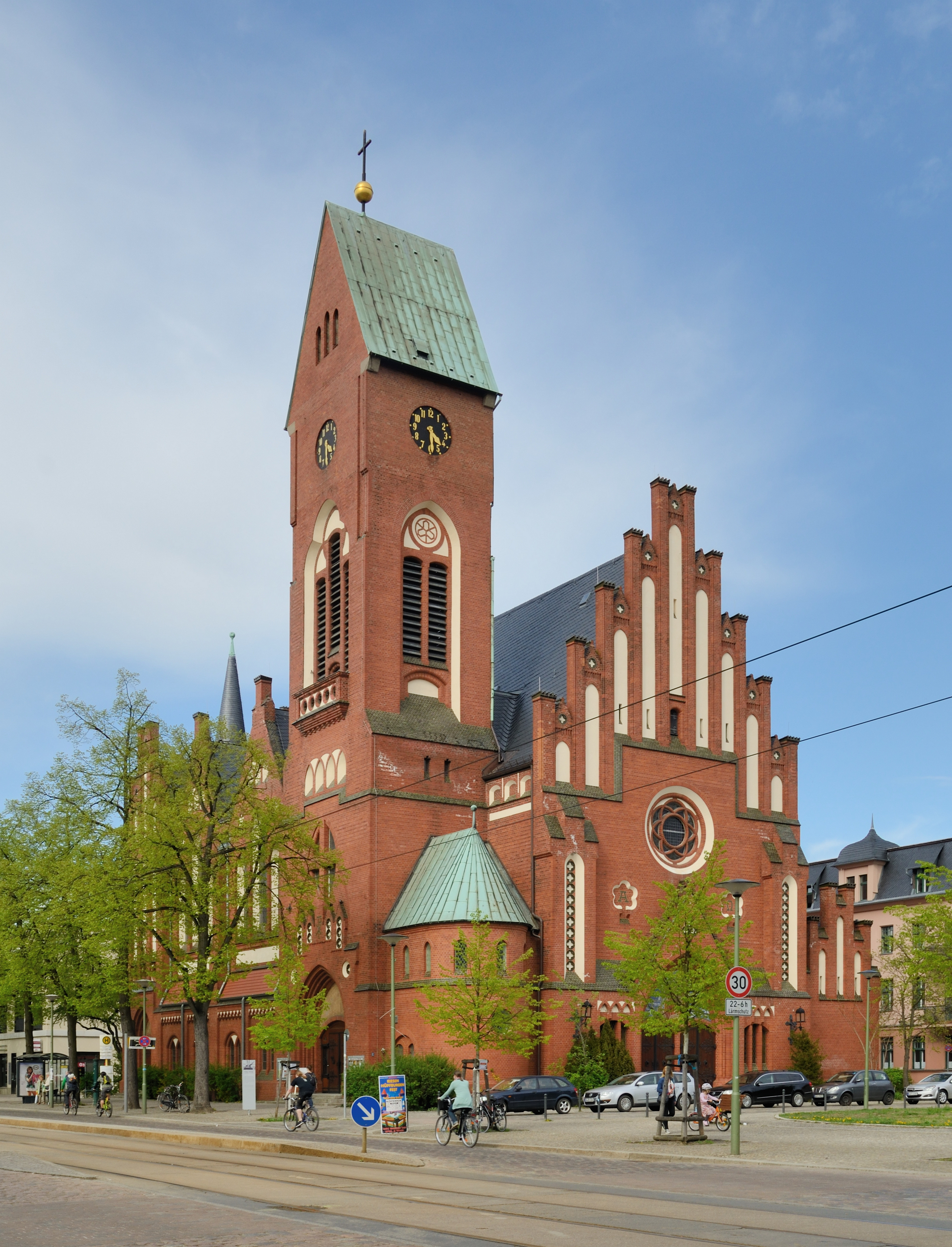
Christophoruskirche Friedrichshagen

Hermann Gladenbeck verlegte 1887 seine bekannte Bildgießerei nach Friedrichshagen. Hier wurden bis 1926 Standbilder und Denkmale nach den Entwürfen bekannter Bildhauer in Bronze gegossen.
Ab 1889 wurde in Friedrichshagen ein großes Wasserwerk im Stil einer neogotischen Klosteranlage zur Wasserversorgung des Berliner Ostens errichtet und am 28. Oktober 1893 eröffnet. Nach zahlreichen Erweiterungs- und Modernisierungsbauten ist das Wasserwerk Friedrichshagen bis heute in Betrieb. In einem Schöpfmaschinenhaus am Ufer des Müggelsees befindet sich seit 1987 das Wasserwerkmuseum der Berliner Wasserbetriebe. Das gesamte Betriebsgelände steht unter Denkmalschutz.
Im Jahr 1890 wurde der Friedrichshagener Dichterkreis gegründet. Schriftsteller, Künstler und Wissenschaftler wählten den Ort Hinter der Weltstadt (Buchtitel von Wilhelm Bölsche), da sie einerseits Ruhe und Natur für ihre kreativen Phasen, andererseits aber die Nähe zu den Verlegern schätzten (siehe auch: Neuer Friedrichshagener Dichterkreis).
Die schlichte Saalkirche (um 1800 vermutlich ein verputzter Backsteinbau in barock-klassizistischen Formen) auf dem Marktplatz (1903–1920: Friedrichsplatz) erhielt 1903 als Nachfolgebau die wesentlich größere Christophoruskirche, weil die Bevölkerung erheblich zugenommen hatte. Am 25. September 1904 wurde ihr gegenüber ein Denkmal Friedrichs des Großen feierlich enthüllt. Dessen Kosten überstiegen den Jahresetat für Soziales des damals noch kleinen Ortes beträchtlich. Das Denkmal überstand beide Weltkriege ohne Schäden, wurde aber nach Ende des Zweiten Weltkriegs vom Sockel gestoßen. Erst 1946 wurde es nach einer Buntmetallsammlung eingeschmolzen.
Die Eingemeindung des damals zum Landkreis Niederbarnim gehörenden, 14.850 Einwohner zählenden Ortes in den Bezirk Köpenick von Groß-Berlin erfolgte 1920. Die beiden letzten Bürgermeister der eigenständigen Gemeinde Friedrichshagen waren Wilhelm Klut (1893–1909) und Felix Stiller (1909–1920) Nach ihnen sind zwei Straßen im Ortsteil benannt.
Um die Belebung des Ausflugverkehrs auf beiden Seiten der Müggelspree zu steigern, wurde im Jahr 1927 der überlastete Fährbetrieb durch den Spreetunnel Friedrichshagen abgelöst. Er besteht aus zwei, auf einer in der Mitte der Spree aufgeschütteten Insel in Beton gegossenen Tunnelröhren, die anschließend versenkt und unter Wasser zusammengefügt wurden; zur damaligen Zeit eine Pionierleistung technischer Baukunst. Durch den Spreetunnel kann man auf die Südseite des Müggelsees wechseln und trockenen Fußes zu den Ausflugsgaststätten gelangen.
Im November 1972 wurde während des Orkans Quimburga der Turm der Christophoruskirche so schwer beschädigt, dass er abgetragen werden musste. Wegen fehlender finanzieller und materieller Mittel konnte der Kirchturm erst Jahre später in verkürzter und vereinfachter Form wieder errichtet werden.

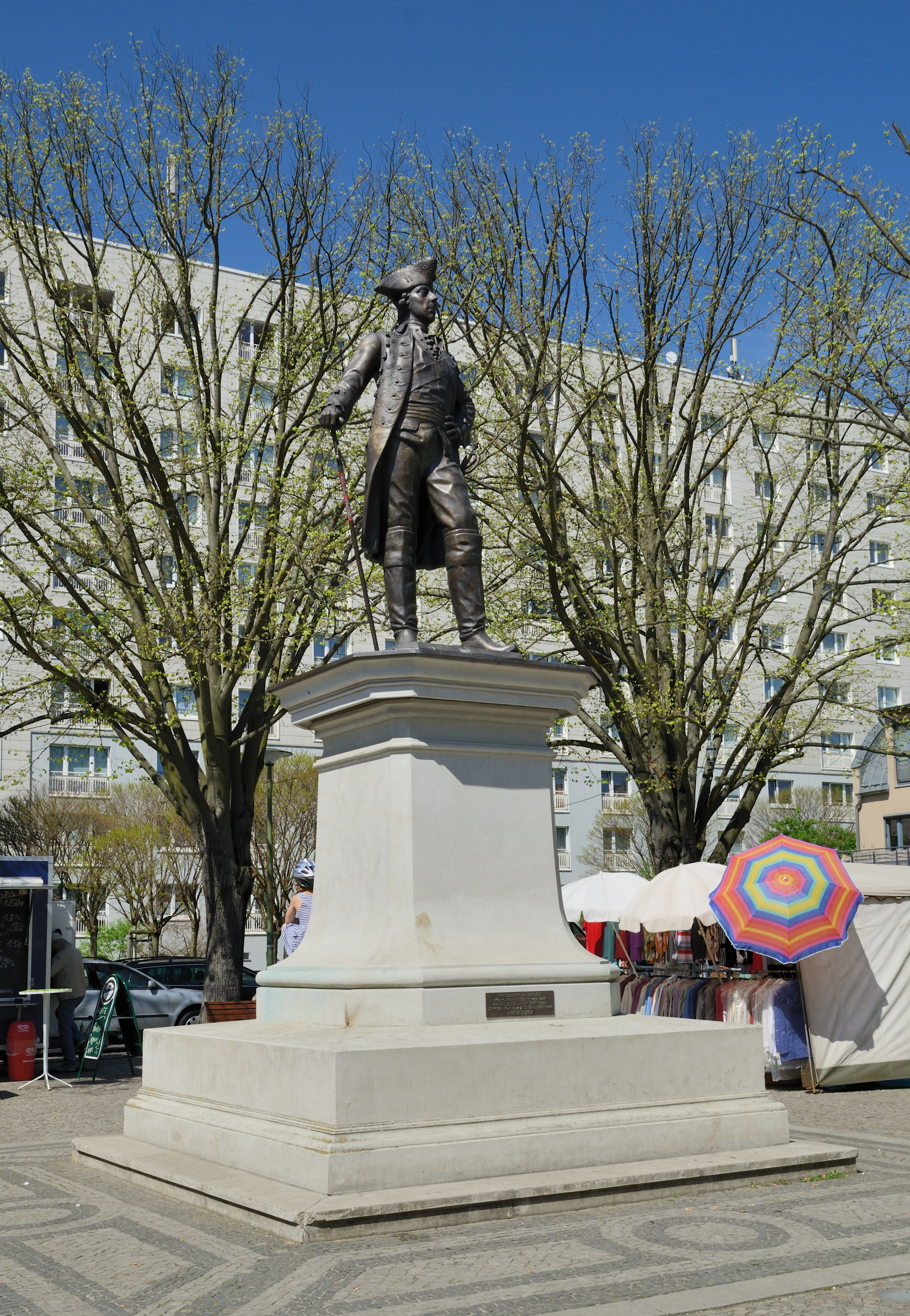
Denkmal von Friedrich dem Großen

Mit der 250-Jahr-Feier Friedrichshagens im Jahr 2003 wurde auf dem Karree (Marktplatz) gegenüber der Christophoruskirche ein neues – vom armenischen Bildhauer Spartak Babajan geschaffenes – Bronze-Standbild Friedrichs II. aufgestellt, das dem 1904 aufgestellten Denkmal nachempfunden ist. Eine Bürgerinitiative hatte dafür Spenden gesammelt. Gegossen wurde die Plastik in der Bildgießerei Seiler im nahen Schöneiche. Das neue Standbild stellt den König, der durch die Trockenlegung von Landstrichen, die Neugründung von Dörfern und die Ansiedlung von Kolonisten „eine neue Provinz im Frieden“ eroberte, im Alter von 41 Jahren dar. Friedrich II. trägt seine typische Uniform und stützt sich mit der rechten Hand auf den leicht zur Seite ausgestellten Krückstock.

Ortslage Hirschgarten
In Friedrichshagen befindet sich an der Ortsteilgrenze zu Köpenick die Ortslage Hirschgarten mit dem gleichnamigen S-Bahnhof. Hirschgarten wurde als Villenkolonie im Juni des Jahres 1870 vom Bankier Albert Hirte nach einem Bebauungsplan von Eduard Titz begründet. Die Ortsbezeichnung soll auf den Namen des Bankiers Hirsch zurückzuführen sein, der sich hier als einer der ersten eine Villa bauen ließ. In Hirschgarten wurde seinerzeit ein Naturbad errichtet, das besondere Anziehungskraft besaß, da es über eine warme Quelle verfügte. Als die Quelle versiegte, wurde der Solebadbetrieb eingestellt. In Hirschgarten mündet das Neuenhagener Mühlenfließ (auch „Erpe“ genannt) in die Spree.

## Bevölkerung
| Jahr | Einwohner |
| ---- | --------- |
| 1858 | 01.412    |
| 1871 | 02.142    |
| 1880 | 03.616    |
| 1890 | 07.903    |
| 1900 | 11.288    |
| 1910 | 14.341    |
| 1919 | 14.847    |
| 1925 | 16.662    |

| Jahr | Einwohner |
| ---- | --------- |
| 1939 | 18.033    |
| 1946 | 16.420    |
| 1950 | 17.762    |
| 1963 | 19.755    |
| 1991 | 17.561    |
| 1995 | 16.342    |
| 2000 | 16.439    |

| Jahr | Einwohner |
| ---- | --------- |
| 2007 | 17.179    |
| 2010 | 17.483    |
| 2015 | 17.997    |
| 2020 | 19.009    |
| 2021 | 19.064    |
| 2022 | 19.057    |
| 2023 | 19.097    |
| 2024 | 19.036    |

Quelle ab 2007: Statistischer Bericht A I 5. Einwohnerregisterstatistik Berlin. Bestand – Grunddaten. 31. Dezember. Amt für Statistik Berlin-Brandenburg (jeweilige Jahre)

## Kultur
Wegen der Lage im äußersten Südosten Berlins ist Friedrichshagen ein „Künstlerdorf“ geblieben. Jeden Sommer öffnen bildende Künstler ihre Ateliers und gewähren Einblicke in ihre Arbeit. Darüber hinaus beherbergt Friedrichshagen eine Vielzahl von Galerien, in denen in wechselnden Ausstellungen Werke von Künstlern aus ganz Europa zu sehen sind.
Das 1930 erbaute Naturtheater Friedrichshagen in unmittelbarer Nähe des S-Bahnhofs bietet im Sommer Kinovorstellungen und Konzerte unter freiem Himmel und ergänzt damit das Angebot des historischen Kinos Union in der Bölschestraße. Neben regelmäßigen Konzerten und Kleinkunstveranstaltungen gilt das jeweils im Frühjahr und im Herbst stattfindende „Kneipenfest“ als einer der musikalischen Höhepunkte. Eine Nacht lang bietet sich dann den Musikliebhabern in zahlreichen Lokalen eine Auswahl von Klassik über Jazz bis hin zu Rock und Blues. Jährlich im Herbst wird in Friedrichshagen das Kultur-Festival „Dichter.dran“ veranstaltet. Für ein ganzes Wochenende werden in vielen Läden, Ateliers, Schulen und anderen Veranstaltungsorten Kulturevents angeboten. Am zweiten Mai-Wochenende jeden Jahres wird auf der Bölschestraße das „Bölschefest“ veranstaltet. Regelmäßig zieht dieses Spektakel rund 200.000 Besucher in den Ortsteil, die durch die Straße schlendern, das Kulturprogramm auf der Bühne am Marktplatz verfolgen und sich am Höhenfeuerwerk über dem nächtlichen Müggelsee erfreuen. Fußläufig vom S-Bahnhof ist auch die bereits seit 1919 bestehende Kleingartenkolonie Wiesengrund an der Erpe im Landschaftsschutzgebiet Erpetal.
Der Film Hai-Alarm am Müggelsee spielt in Friedrichshagen und wurde auch dort gedreht.

## Sport
Mit dem im Jahr 1908 gegründeten Tennisclub Orange-Weiß Friedrichshagen ist der größte Tennisclub Ost-Berlins in Friedrichshagen beheimatet. Der Fußball ist seit 1912 durch den heutigen Verein Friedrichshagener SV angesiedelt (zahlreiche Namensänderungen).

## Schulen
Friedrichshagen hat insgesamt sechs Schulen. Darunter gibt es zwei Oberschulen, das Gerhart-Hauptmann-Gymnasium (GHS) und die Wilhelm-Bölsche-Schule. Zu den drei Grundschulen zählt die Friedrichshagener Grundschule.

## Verkehr

### Individualverkehr
Die zentrale Straße des Ortsteils ist die Bölschestraße, die diesen in Nord-Süd-Richtung durchquert. Sie beginnt am Fürstenwalder Damm im Norden und endet am Müggelseedamm im Süden, die beide den Ortsteil in West-Ost-Richtung tangieren. Weitere Straßenverbindungen bestehen in Richtung Dahlwitz-Hoppegarten über die Dahlwitzer Landstraße sowie nach Schöneiche über die Schöneicher Straße.

### Öffentlicher Personennahverkehr

#### Eisenbahn
Mit dem Bau der Niederschlesisch-Märkischen Bahn wurde 1842 der Bahnhof Friedrichshagen eröffnet. 1894 wurde an der Strecke außerdem die Station Hirschgarten errichtet. Seit 1928 wird die Strecke von der S-Bahn Berlin bedient. Heute verkehrt hier die Linie S 3 Spandau–Erkner.

#### Straßenbahn
Der S-Bahnhof Friedrichshagen ist gleichzeitig Umsteigepunkt zur Berliner Straßenbahn (Linien 60 und 61) sowie zur 1910 eröffneten Schöneicher Straßenbahn (Linie 88). Bereits seit 1891 verkehrte im Ort die Friedrichshagener Straßenbahn, die 1906 durch die Cöpenicker Straßenbahn übernommen wurde, die wiederum 1920 in der Berliner Straßenbahn aufging.
Die Linie 60 führt von Friedrichshagen nach Johannisthal. Die Linie 61 verbindet den Ortsteil mit Adlershof im Westen und Rahnsdorf im Osten. Die von der Schöneicher-Rüdersdorfer Straßenbahn GmbH betriebene Linie 88 führt mit zwei Halten in Friedrichshagen über Schöneiche nach Rüdersdorf.

## Persönlichkeiten

### Söhne und Töchter des Ortsteils
- Wolfgang Rosenthal (1882–1971), Kieferchirurg
- Fritz Grau (1894–1945), Bobfahrer
- Hermann Frenzel (1895–1967), Arzt und Hochschullehrer
- Friedrich Gladenbeck (1899–1987), Elektroingenieur
- Eduard Wandrey (1899–1974), Schauspieler und Synchronsprecher
- Erich Cramer (1904–1977), Verleger
- Gerhard Schach (1906–1945), Politiker (NSDAP)
- Georg Steinbacher (1910–1979), Ornithologe
- Wolfgang Reinhold (1923–2012), Generaloberst der NVA
- Hasso Spode (* 1951), Historiker und Soziologe
- Dagmar Manzel (* 1958), Schauspielerin
- Ilko-Sascha Kowalczuk (* 1967), Historiker

### Mit Friedrichshagen verbundene Persönlichkeiten
- Hermann Gladenbeck (1827–1918), Bronzegießer, seine Werkstatt befand sich in Friedrichshagen
- Wilhelm Klut (1848–1909), von 1893 bis zu seinem Tode Bürgermeister der Gemeinde Friedrichshagen[5]
- Laura Marholm (1854–1928), deutsch-baltische Autorin, lebte in Friedrichshagen
- Paulus Schiemenz (1856–1936), Direktor des Preußischen Instituts für Binnenfischerei in Friedrichshagen,[17] wohnte in der für ihn erbauten Direktorenvilla in der Rahnsdorfer Straße
- Castor Watt (1858–1932), Schauspieler und Verwandlungskünstler, lebte in der Kurzen Straße (heute: Am Goldmannpark)
- Felix Görling (1860–1932), Bildhauer, Schöpfer des Denkmals Friedrichs des Großen auf dem Marktplatz, lebte in Friedrichshagen
- Ola Hansson (1860–1925), schwedisch-deutscher Schriftsteller, Mitglied des Friedrichshagener Dichterkreises
- Bruno Wille (1860–1928), Journalist und Schriftsteller, Mitglied des Friedrichshagener Dichterkreises
- Wilhelm Bölsche (1861–1939), Schriftsteller, Mitglied des Friedrichshagener Dichterkreises
- Paul Mishel (1862–1929), Landschaftsmaler, lebte in Friedrichshagen
- Marie Diers (1867–1949), Schriftstellerin, lebte in Friedrichshagen
- Carl Ulitzka (1873–1953), Seelsorger im St.-Antonius-Krankenhaus Friedrichshagen
- Felix Stiller (1874–1928), letzter Bürgermeister Friedrichshagens vor der Eingemeindung nach Berlin[6]
- Friedrich Brinkmann (1879–1945), Architekt, lebte und arbeitete in Friedrichshagen
- Fritz Richter-Elsner (1884–1970), Bildhauer, künstlerischer Leiter der Gießerei Gladenbeck
- Robert Thelen (1884–1968), Luftfahrtpionier, lebte in Hirschgarten
- Elfriede Brinkmann-Brose (1887–1970), Malerin, lebte in Friedrichshagen
- Hans Helmuth Wundsch (1887–1972), Direktor des Instituts für Binnenfischerei in Friedrichshagen,[18] wohnte in der Direktorenvilla in der Rahnsdorfer Straße
- Melchior Grossek (1889–1967), Pfarrer in Friedrichshagen
- Hans Sachtleben (1893–1967), Zoologe, Leiter des Entomologischen Instituts Friedrichshagen
- Karl Pokern (1894–1933), Antifaschist, Opfer der Köpenicker Blutwoche, lebte in Friedrichshagen
- Charlotte E. Pauly (1896–1981), Malerin und Schriftstellerin, lebte in Friedrichshagen
- Walter Delius (1899–1972), Pfarrer in Friedrichshagen
- Wilhelm Schäperclaus (1899–1995), Direktor des Instituts für Binnenfischerei in Friedrichshagen, wohnte in der Werlseestraße
- Bernhard Nowak (1904–1985), Zeichner und Grafiker, lebte in Friedrichshagen
- Walter Lerche (1905–1990),  Bildhauer, lebte in Friedrichshagen
- Diethelm Scheer (1909–1996), Direktor des Instituts für Binnenfischerei, wohnte in der Direktorenvilla in der Rahnsdorfer Straße
- Lieselotte Klepper-Purjahn (1910 bis nach 1975), Malerin, Grafikerin und Illustratorin, lebte in Friedrichshagen
- Johannes Bobrowski (1917–1965), Lyriker und Erzähler, lebte in Friedrichshagen
- Hans Luthardt (1918–1982), Politiker (NDPD), lebte in Friedrichshagen
- Kurt Menke (1921–1980), Kinderbuchautor, lebte in Friedrichshagen
- Gertrude Kolar (1926–2014), Kunstturnerin, lebte in Friedrichshagen
- Friedhart Klix (1927–2004), Psychologe, lebte in der Drachholzstraße[19]
- Helmut Dziuba (1933–2012), Regisseur, lebte in Friedrichshagen
- Dieter Goltzsche (* 1934), Grafiker, lebt in Friedrichshagen
- Ingrid Goltzsche-Schwarz (1936–1992), Grafikerin, lebte in Friedrichshagen
- Günter Kiefer-Lerch (1937–2014), Maler und Grafiker, lebte in Friedrichshagen
- Eva Mücke (1937–2023), Modedesignerin, lebte in Friedrichshagen
- Reinhard Kuhnert (* 1945), Autor, Synchron- und Hörbuchsprecher, in Friedrichshagen aufgewachsen
- Thomas Luthardt (* 1950), Schriftsteller, lebt in Friedrichshagen
- Leander Haußmann (* 1959), Filmregisseur, in Hirschgarten aufgewachsen
- Lothar Hensel (* 1961), Bandoneonspieler, lebt in Friedrichshagen
- Gero Ivers (* 1964), Sänger und Mitbegründer der Band Knorkator, lebt in Friedrichshagen
- Peter Grimm (* 1965), Journalist, Bürgerrechtler in der DDR, in Friedrichshagen aufgewachsen
- Niels Korte (* 1969), Unternehmensberater, Politiker (CDU), lebt in Friedrichshagen
- Carsten Schatz (* 1970), Politiker (Die Linke), lebt in Friedrichshagen
- Christoph Wieschke (* 1971), Schauspieler, in Friedrichshagen aufgewachsen
- Steffen Groth (* 1974), Schauspieler, lebt in Friedrichshagen